# Drototelus rarus
Drototelus rarus är en skalbaggsart som beskrevs av Wang och Lu 2004. Drototelus rarus ingår i släktet Drototelus och familjen långhorningar. Inga underarter finns listade i Catalogue of Life.